# Pristimantis miyatai
Pristimantis miyatai är en groddjursart som först beskrevs av Lynch 1984.  Pristimantis miyatai ingår i släktet Pristimantis och familjen Strabomantidae. IUCN kategoriserar arten globalt som nära hotad. Inga underarter finns listade i Catalogue of Life.